# Parafia św. Michała Archanioła w Szczurach

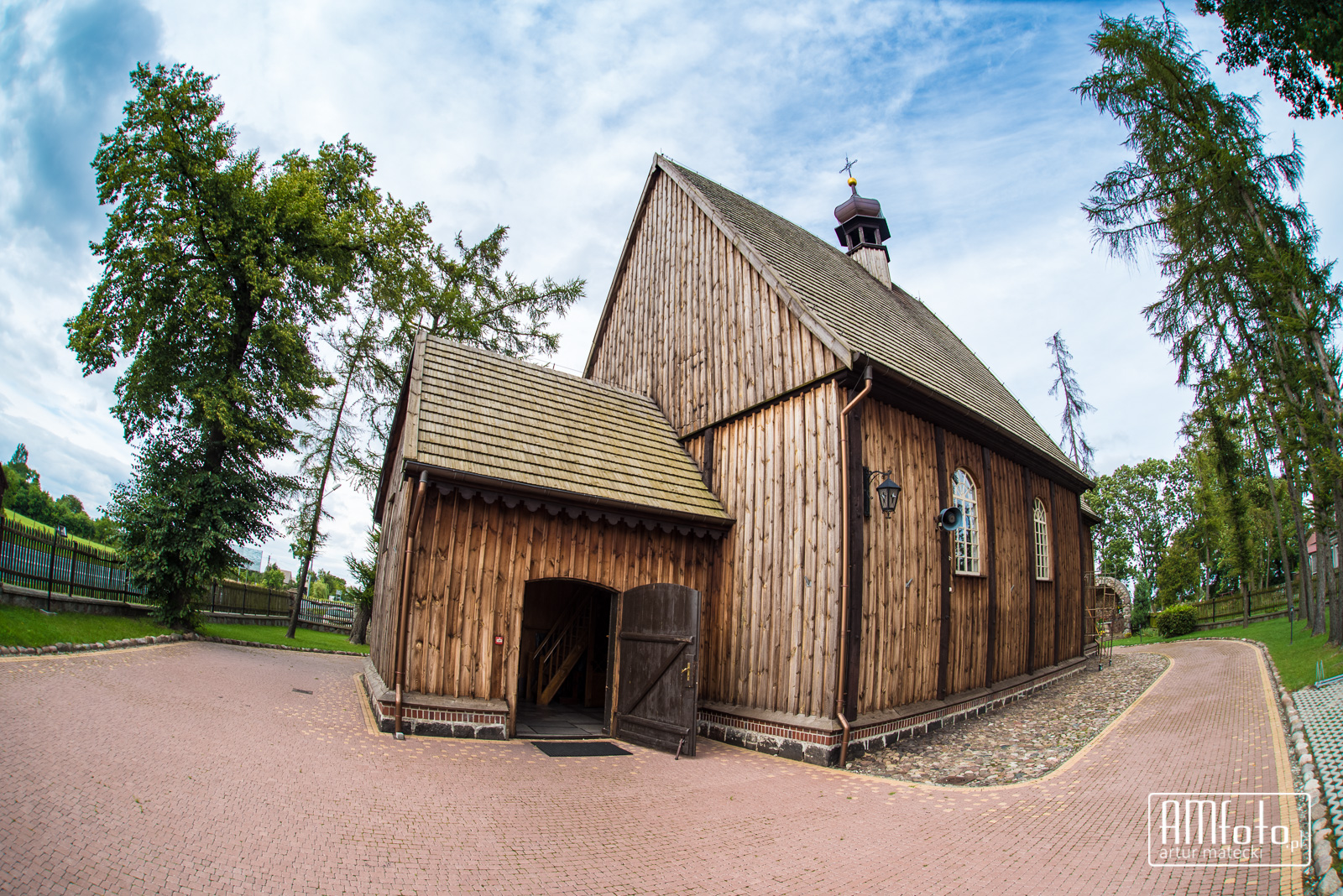
Kościół parafialny w Szczurach

Parafia pw. św. Michała Archanioła w Szczurach – parafia rzymskokatolicka należąca do dekanatu Raszków diecezji kaliskiej. Została utworzona w 1762. Położona przy  drodze krajowej nr 11 Bytom-Poznań-Kołobrzeg. Prowadzą ją księża diecezjalni.